# Porte Contarine
Le Porte Contarine di Padova, per molti secoli un punto cruciale della navigazione veneta, costituiscono un esempio di archeologia urbana. Le Porte Contarine sono uno dei più importanti complessi idraulici di Padova e del Veneto, di cui la Conca rappresenta l'elemento principale e più noto; l'ing Francesco Marzolo le definisce infatti come "l'opera idraulica più insigne di Padova".

## Storia
Le Porte Contarine rappresentano il manufatto che ha consentito per diversi secoli alle merci provenienti da Vicenza di raggiungere Venezia; con gli anni esso si rileverà essere: prima fonte di produzione di energia elettrica per la città di Padova, uno dei più importanti opifici della città.
La fruizione di questo importante insieme monumentale risultava impossibile alla fine degli anni cinquanta, perché il tombinamento del Naviglio Interno sottrasse l'elemento che permetteva di accedere naturalmente alla Conca e agli altri manufatti: la via d'acqua. Nel nuovo millennio i lavori del Genio Civile di Padova stanno riconsegnando l'acqua alle Porte Contarine: si tratta del ripristino del naturale collegamento della Conca con il fiume, cioè dello stombinamento della parte del Naviglio Interno che va dalla Conca stessa al Piovego.

### Rivalorizzazione
Le Porte Contarine hanno rivisto la luce e la loro rivalorizzazione a seguito dell'opera di stombinamento del Naviglio Interno e di collegamento di quest'ultimo con il Piovego avvenuto nel 1999 a opera del Genio Civile di Padova. La Conca di Porta Contarine non è funzionante, rimane però visibile la sua struttura architettonica assieme alla chiesetta di Santa Maria " ad Porta Contarenans".
Grazie all'opera di stombinamento del Naviglio Interno e di rivalorizzazione dei percorsi fluviali padovani, promossi dall'associazione culturale ed ambientalista " Amissi del Piovego", oggi è possibile raggiungere Venezia da Padova navigando lungo la Riviera del Brenta, lungo il percorso degli antichi "burchielli" veneziani. Lo storico Servizio di Linea de "Il Burchiello" è infatti ancora attivo e consente a turisti ed appassionati di navigare quotidianamente dal centro storico di Padova (imbarco a Porta Portello) a Piazza San Marco a Venezia e viceversa. Assieme a queste, sono state promosse attività culturali di recupero e sensibilizzazione all'antica "voga alla veneta" che ha caratterizzato il solcare delle acque veneta per secoli.

## Sito
Il Mulino di Porte Contarine e lo stabile che lo custodiva non esistono più da circa cinquant'anni (1963). Risulta quindi necessario precisare l'esatta ubicazione del manufatto e di quegli elementi urbani ad esso adiacenti e tuttora esistenti, sfuggiti allo scempio dei beni culturali monumentali e ambientali compiuto sulla scena urbana padovana negli anni cinquanta-sessanta.
L'area da prendere in esame, nota come "Porta Contarine", si trova entro la cerchia muraria cinquecentesca, sul lato settentrionale, poco a monte dal punto in cui il soppresso Naviglio Interno confluiva nel Piovego.

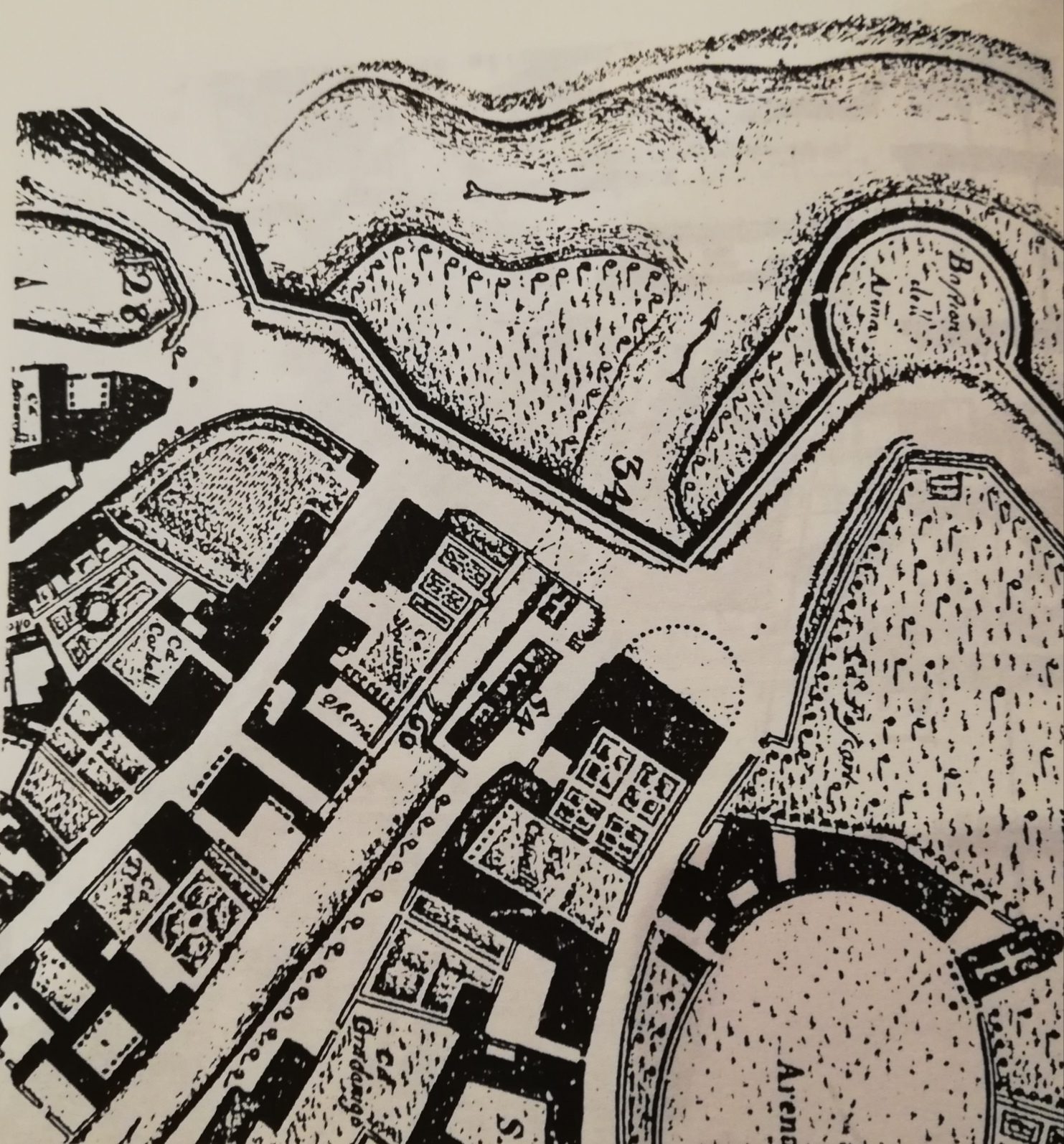
Pianta di Padova nel 1784 di Giovanni Valle
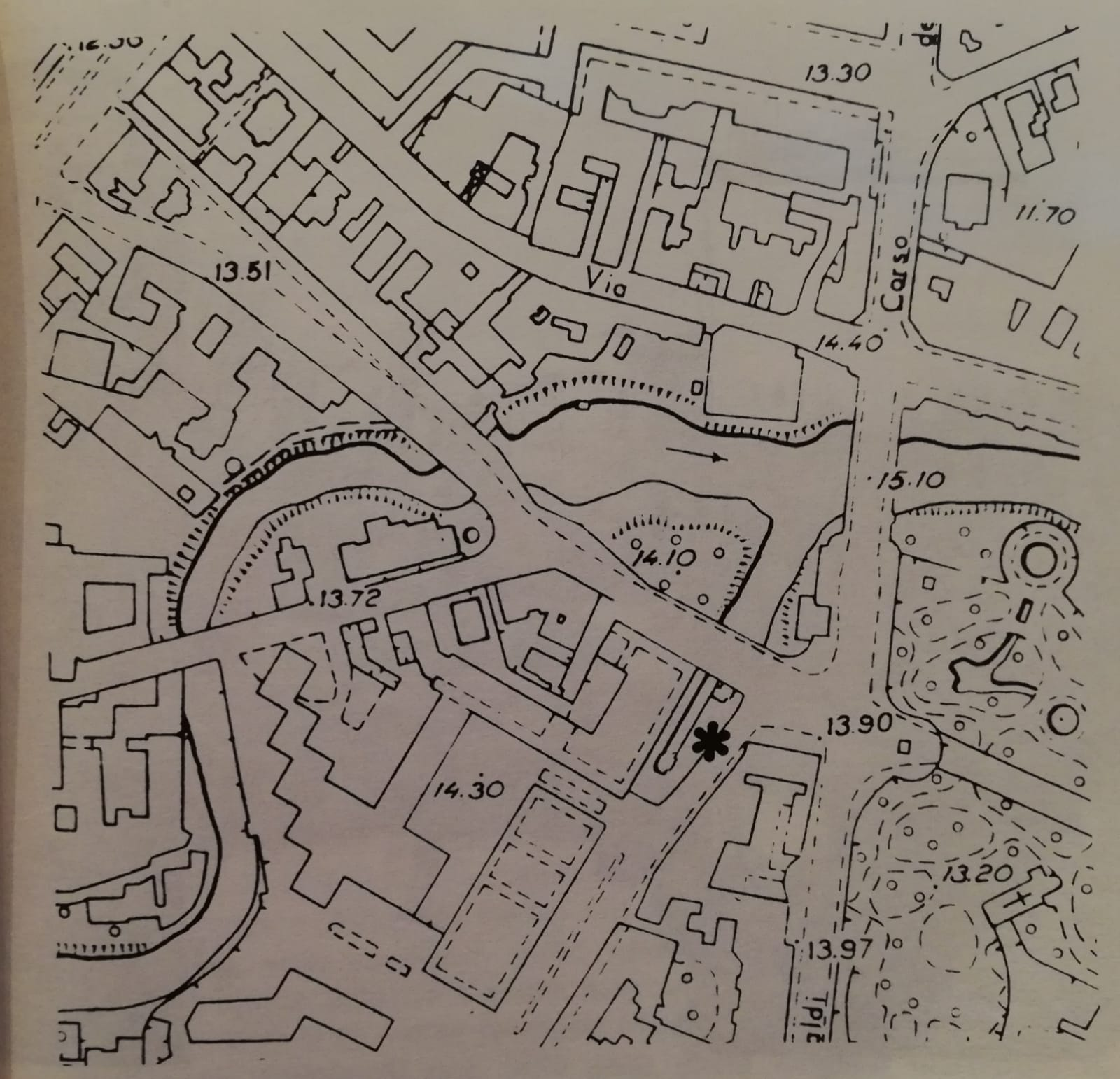
Mappa del Comune di Padova

## Naviglio interno
Il Naviglio Interno era l'elemento urbano principale. Esso fu tombinato quasi internamente alla fine degli anni '50, nel tratto che va dal Ponte delle Torricelle (detto anche Ponte delle Torreselle), presso il Mullino Grendine ( al posto del quale ora sorgono gli uffici locali del Ministero del Tesoro), alle Porte Contarine. Oltrepassato il Ponte delle Torricelle, il Naviglio percorreva le attuali riviere Tito Livio e Ponti Romani. Giunto l'incrocio con Corso del Popolo aveva alla sua destra Riviere Beldomandi e alla sua sinistra Riviera dei Mugliai combrese nel tratto denominato Largo Europa. In Naviglio voltava poi a Nord per Via Porte Contarine, successivamente chiamata Via Matteotti, sino alla Conca e al Mulino.
Alle Porte Contarine, prima di immettersi nel Piovego, il Naviglio superava un dislivello di 2,5 metri: un " salto d'acqua " ottimo e indispensabile per il funzionamento di un Mulino, quanto disagevole per la navigazione fluviale. Nel 1526 proprio per questo motivo la Repubblica di Venezia decise di costruire la Conca delle Contarine, per facilitare la navigazione (pare su di un precedente sostegno risalente al 1282), le cui due porte vicine, pur non essendo evidentemente quelle originali, si possono ancora osservare.
Tali porte consentivano il passaggio delle grosse barche da carico, soprattutto " peate", e servirono, sino a quanto il Naviglio venne soppresso, al passaggio delle grosse "barche alla padovana", volgarmente dette " burci", adibite al trasporto di carbone, sabbia, cereali, ecc.

## Mulino
Il mulino delle Porte Contarine non esiste più, fu infatti demolito in seguito al tombinamento del Naviglio Interno, al fine di erigere l’attuale via Matteotti. In origine il mulino era costituito da un edificio di tre piani, situato alla destra della Conca fra la Chiesetta di Santa Maria e Palazzo Cavalli (ora sede del Dipartimento di Geologia, Paleontologia e Geofisica dell'Università di Padova).

### Storia del mulino
L'origine del mulino si può far risalire agli inizi del XVI secolo, anche se non vi è alcuna notizia certa. Il primo documento che ne attesta l'esistenza è “l’istromento d’acquisto dell’anno 1617: 20 marzo”. Tale atto è citato nell'atto di riconferma dell'investitura, rilasciato il 19 luglio del 1972; da quest'ultimo si evince che le ruote del mulino furono sempre quattro, alle quali facevano capo cinque macine. Le macine erano delle pietre cilindriche che ruotavano attorno a delle pietre fisse e per sfregamento di queste due si otteneva la frantumazione dei semi. Fino all'acquisto del mulino da parte di Ilario Ercego che avvenne nel 1893, il mulino era in comproprietà. Le ruote del mulino erano virtualmente suddivise in diverse parti di cui ciascuna, o più di una, apparteneva a un diverso proprietario. La proprietà quindi essendo commisurata alla ruota, era direttamente riferita al mezzo di produzione e non al prodotto o alla cubatura dello stabile. Le quote di proprietà avevano come misura il "caratto" o "carato" (la parola deriva dall'arabo "quiràt che significa 24ª parte), ciascun proprietario quindi poteva possedere una ruota o una ventiquattresima parte o più di questa definita quindi caratto.
Nel 1726 i Giustinian, famiglia nobile veneziana, acquistano tutte e quattro le ruote del mulino e lo ipotecano per 30 anni. La rendita del mulino da parte della nobile famiglia era fondata sull'affitto del medesimo. Vari fattori, inclusa l'ipoteca sull'immobile e la scarsa rendita da questo, portano i Giustinian a vendere il mulino nel 1893. Al momento della vendita al nuovo proprietario il mulino è ancora obsoleto dal punto di vista tecnologico.
Con la compravendita del mulino da parte di Ilario Ercego, negoziante padovano, il Mulino subisce dei cambiamenti radicali, fu infatti abbattuto e ricostruito sulle stesse fondamenta dall'ing L. Avogadri. Oltre che all'edificio cambiarono anche i macchinari e il tipo di produzione, l'avanzare della rivoluzione industriale e delle innovazione che questa portò con sé, indusse il proprietario a rimanere al passo con i tempi, assumendo più la figura di imprenditore che di padrone. Il Mulino rimarrà sotto la gestione di Ercego e del suo consulente e cognato l'ing. Giuseppe Carazzolo, per quattordici anni dal 1893 al 1907.

#### Elementi storici della macinazione

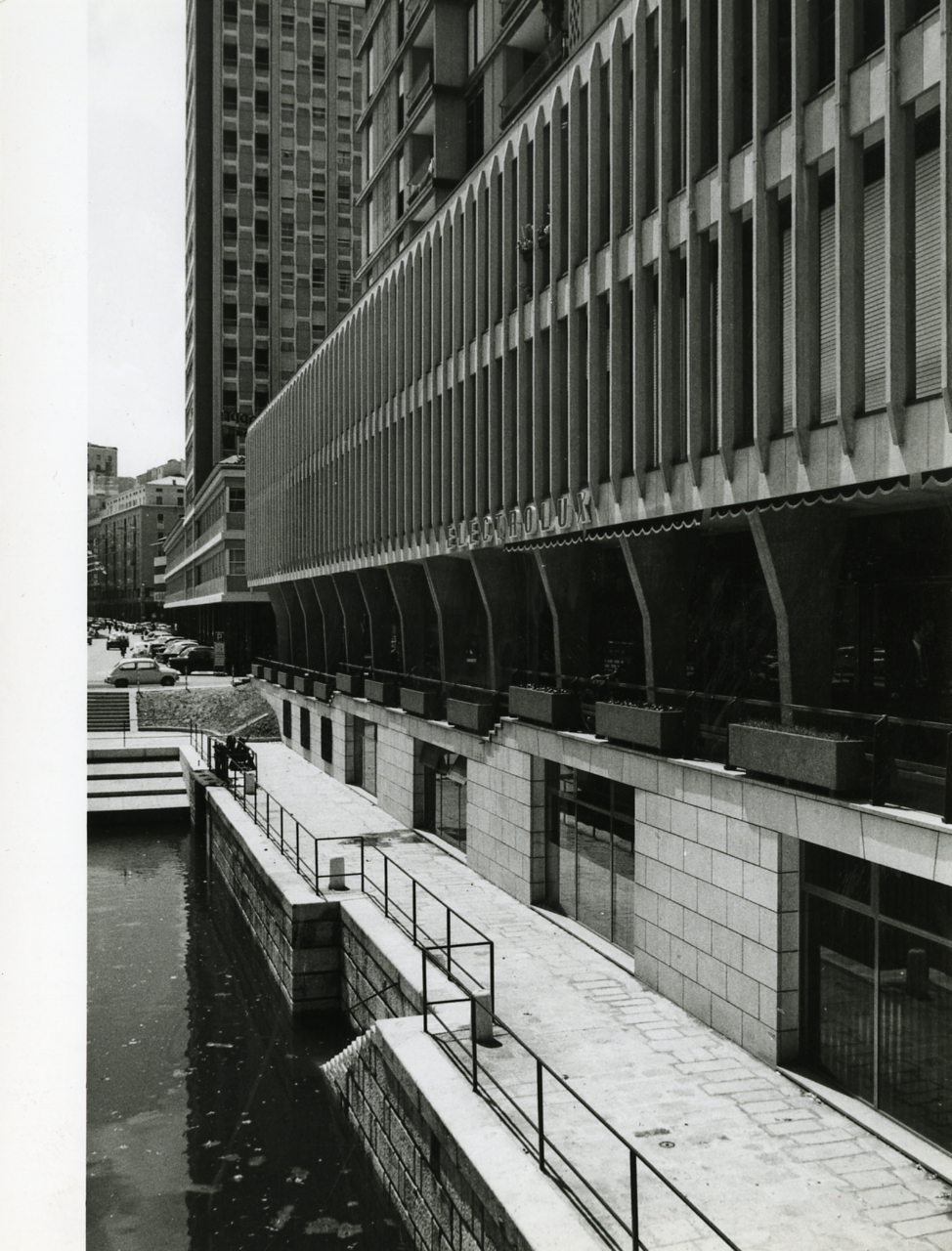
Scatto delle Porte Contarine, 1967.

Al fine di comprendere meglio gli interventi di rimodernamento e riconversioni del Mulino di Porte Contarine apportati dall'Ercego, è utile approfondire le tappe storiche delle innovazioni tecnologiche relative alla tecnica della macinazione. Le parti del mulino sulle quali le innovazioni tecnologiche maggiormente incisero, al fine di migliorare la produzione, furono due: l'apparato motore (la ruota, poi turbina) e l'apparato utilizzatore (la macina o palamento, poi laminatoio a cilindri). Originariamente l'apparato motore era costituito dalla famosa "ruota" la quale, mossa dalla corrente del fiume data dal salto d'acqua, veniva tenuta in movimento. Si osservò che il rendimento della ruota poteva essere potenziato qualora le sue pale fossero state concave grazie anche a un flusso d'acqua ben direzionato attraverso una "condotta forzata". La ruota in legno fu sostituita da una in acciaio e la "turbina ad azione" Pelton fu sostituita con una Francis. Anche "l'apparato utilizzatore" fu rinnovato a partire dai materiali di costruzione e dalla tecnica di macinazione non più a sfregamento bensì a compressione. Il funzionamento delle macine antiche si basava sullo sfregamento delle facce di due mole poste parallelamente in senso orizzontale: una fissa detta anche "dormiente" e l'altra girante. Si passò invece alla costruzione di due cilindri in ferro, paralleli e orizzontali che giravano l'uno contro l'altro ottenendo quindi una macinazione per compressione esercitata sui semi dal moto dei due cilindri. Successivamente con le innovazioni apportate in Europa, venne introdotto anche nel mulino di Porte Contarine la rigatura dei cilindri. Quest'ultima assieme alla tecniche dell'alta macinazione avevano lo scopo di separare la crusca dal resto del seme senza frantumarla, al fine di avere farine più chiare ed un maggior numero di prodotti.

### Fasi di rinnovamento del Mulino
Ilario Ercego entra in possesso del mulino il 28 agosto del 1893, acquistandolo attraverso un mutuo, e insieme a questo percepisce il "diritto d'acqua". L'uso delle acque pubbliche a quei tempi era strettamente regolamentato da leggi poiché la navigazione rappresentava la principale via per il trasporto delle merci. Da questo assunto nasce la storica rivalità tra mugnai e barcari relativa alla quantità d'acqua che i primi potevano prelevare dai corsi d'acqua per far funzionare i mulini. Un eccessivo emungimento di acqua per la macinazione portava, infatti, ad un abbassamento del livello del corso d'acqua che tendeva ad ostacolare la navigazione. Dall'altro verso uno scarso emungimento imposto ai mugnai portava a una minor quantità di macinato che, in conseguenza di tali limitazioni, essi non potevano produrre. Ercego, come nuovo proprietario, decide in particolare di riconvertire il Mulino, rinnovandolo con due nuove turbine che vanno a supplire le vecchie ruote idrauliche.
I lavori della prima turbina vengono avviati nell'anno 1893. Nel momento in cui Ercego, subito dopo l'acquisto, chiede alle autorità competenti di poter iniziare le procedure per l'installazione di "una turbina dalla forza di 50 cavalli a vapore, riservandosi per l'altra (turbina) una forza di 100 cavalli"
I lavori della seconda turbina partono nel 1895, dureranno fino al 1900 e, al contrario della precedente turbina, Ercego andrà incontro a delle critiche riguardanti i troppi cavalli della turbina che aumenterebbero enormemente la portata dell'acqua.

#### Il "Buttà"
Il "Buttà" era la navigazione, in giorni prestabiliti, nei canali di Padova per recuperare le acque da alcuni opifici per poi farle fuoriuscire nel Piovego e farlo diventare navigabile. Di usanza, nella città del Santo, avevano luogo il giovedì e la domenica. Tale ricorrenza, però, richiedeva obbligatoriamente la sospensione per legge di due giorni dell'attività di tutti i mulini, tra cui quello delle Porte Concarine. Proprio per tale ragione, Ilario Ercego tenterà più volte di far sospendere i "giorni di buttà", motivando al Genio civile la sua richiesta affermando che ciò sarebbe stato anche "nell'interesse della navigazione fluviale".

#### Riconversione del Mulino

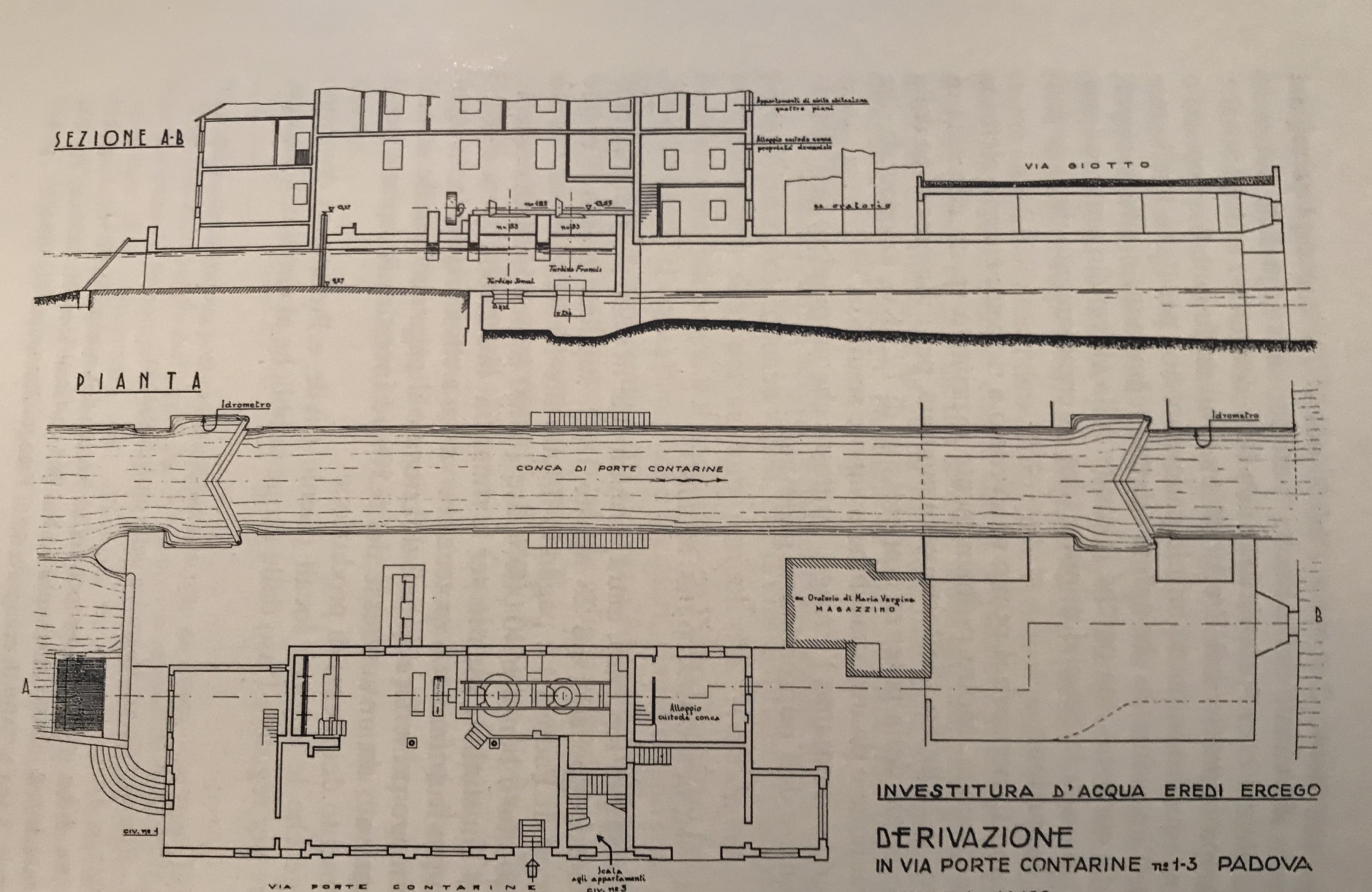
Pianta e sezione della Conca e del Mulino di Porte Contarine (scala variata)

Questa fase va dal 1902 al 1907, nel pieno exploit dell'Età giolittiana, e comprende gli anni di maggior fasto per il Mulino padovano. Ilario Ercego, visti i numerosi ostracismi subiti, deciderà di vendere nel 1902 la sua opera idrica alla Società Elettrica del Veneto Centrale. In questo modo si procederà alla riconversione industriale delle funzionalità del Mulino di Porta Contarine con lo scopo di produrre energia elettrica. Tale decisione porterà come diretta conseguenza all'ottenimento, nei primi anni del '900, della prima energia elettrica nella città. In questa fase avverrà il massimo splendore dell'opera urbana, perché, proprio grazie all'attività del Mulino verranno illuminati, per la prima volta elettricamente, numerosi punti centrali della città padovana, ne sono un esempio il Teatro Garibaldi e il Palazzo della Regione. Ercego portò alla fuoriuscita dalle sue due turbine una potenza di 100 cavalli vapore (circa 74 chilowatt), che fecero risplendere il naviglio dalle Porte Contarine al Ponte delle Torricelle.

#### Decadenza
Questa fase inizia nei primi anni del '900. Influiranno al suo deterioramento oltre ai frequenti contrasti con i buttà, anche i numerosi costi della riconversione in centrale di produzione dell'energia elettrica e come se non bastasse anche la trascuratezza e lo stato d'abbandono dei corsi d'acqua padovani, tipico di quel periodo, farà la sua parte nel decretarne la fine.
Nel 1947 terminerà la produzione da parte del Mulino di energia elettrica, nel 1957 l'Ufficio civico dei lavori pubblici rende noto il progetto di abbattimento, nel 1959 due ingegneri progettano sia la sua sostituzione che quella della Conca con rispettivamente un parcheggio e un sottopassaggio per le auto e nel 1962 verrà definitivamente demolito. Esso venne smantellato come ripercussione del tombinamento del Naviglio Interno, avviato per permettere la realizzazione di Via Matteotti.

## Gore
Le gore sono i canali di alimentazione dei Mulini o di altre macchine idrauliche. Alle Porte Contarine vi erano un mulino, un'idrovora e una conca. Vi erano quindi, e vi sono tuttora, tre gore. Nessuna delle tre gore corre a cielo aperto, ma grazie ai lavori di stombinamento che sono stati eseguiti è possibile ispezionarne due (quelle della Conca e quella del Mulino) e determinare la resistenza della rimanente. Si può osservare infatti lo sbocco delle due gore sul Piovego.

### Gora della Conca
La Gora della Conca corre parallelamente alla Conca, di fianco a questa al lato della Chiesetta. Tra le tre Gore risulta essere la più importante, in quanto serviva a mantenere in equilibrio tutto il sistema idraulico formato dalla altre due gore, dalla Conca stessa e dal Naviglio. L'imbocco si trova sotto la pavimentazione, alla destra (guardando verso il Ponte di Via Giotto) del concio triangolare posto all'inizio della Conca.
Il concio triangolare è un partitore : serviva a suddividere idrodinamicamente la corrente fra la Gora e la Conca. Dopo l'imbocco la Gora è intercettata dalle Tre Chiaviche che ancora si possono notare di fronte alla Chiesetta. Si unifica con la Gora del Mulino e prosegue sotto la Chiesetta. Sfocia sul Piovego attraverso lo sbocco situato sul Ponte, di fianco all'arcata che ospita la porta di valle della Conca, conferendo al Ponte stesso l'aspetto di ponte a due arcate.
A seguito del tombinamento del Naviglio la Gora della Conca divenne un collettore fognario e sta per essere restituita alla sua identità grazie ai lavori di stombinamento.

#### Le Tre Chiaviche
Le Tre Chiaviche sono il baricentro idraulico di tutto il sistema Gore-Naviglio-Conca: esse regolavano infatti il rapporto fra la portata d'acqua del Naviglio e quella delle altre due Gore. Il Naviglio defluiva infatti solo attraverso questa Gora, lasciando alla Conca l'unico compito di consentire il passaggio delle barche.
Grazie alle Tre Chiaviche era quindi possibile mantenere costante il livello del Naviglio, chiudendole nei periodi di magra e aprendole nei periodi di piena, permettendo così al Mulino e all'Idrovora di godere perennemente dello stesso salto d'acqua.
Un costante livello del Naviglio giovava inoltre anche al transito delle imbarcazioni.

### Gora del Mulino
L'imbocco della Gora del Mulino si trova a fianco al imbocco della Gora della Conca. Di conseguenza le due gore corrono parallelamente, quasi completamente sotto Via Matteotti. Si unificano circa al di sotto della Chiesetta e continuano sotto il ponte di Via Giotto.

### Gora dell'Idrovora
Un'idrovora è una macchina per il sollevamento delle acqua. Una parte dell'acqua muove la turbina, la quale aziona la pompa che solleva un'altra parte d'acqua per destinarla ai vari usi.
L'idrovora delle Porte Contarine serviva per alimentare d'acqua il Macello Pubblico (ora Istituto d'Arte Pietro Selvatico). I resti dell'Idrovora si trovano all'interno di un abitacolo posto nel ponte di Via Giotto.
L'idrovora è stata ritrovata attraverso i lavori e liberata dalla molta terra che la ricopriva. Può trattarsi di uno dei primi esempi di idrovora, precisamente la "leva idraulica" di Jean Charles Alexander Francois de Mannoury d'Ectot, introdotta nel 1807.
Non è stato possibile ricostruire il percorso della gora che alimentava e scaricava questa macchina idraulica, sebbene sia stato messo in evidenza l'ingresso di uno stretto cunicolo situato all'interno dell'abitacolo che custodisce l'idrovora.

## Conca
La Conca di Porte Contarine è forse la più insigne opera idraulica di Padova.

Fu costruita da Giacomo Dondi dell'Orologio nell'anno 1526, per migliorare la navigabilità del canale Naviglio Interno, sostituendosi a due sostegni che si trovavano l'uno al ponte delle Torricelle, l'altro presso il ponte di S. Tomìno. La sua costruzione fu necessaria per garantire la navigazione delle acque Padovane dopo che gli scavi del Piovego originarono il salto d'acqua.

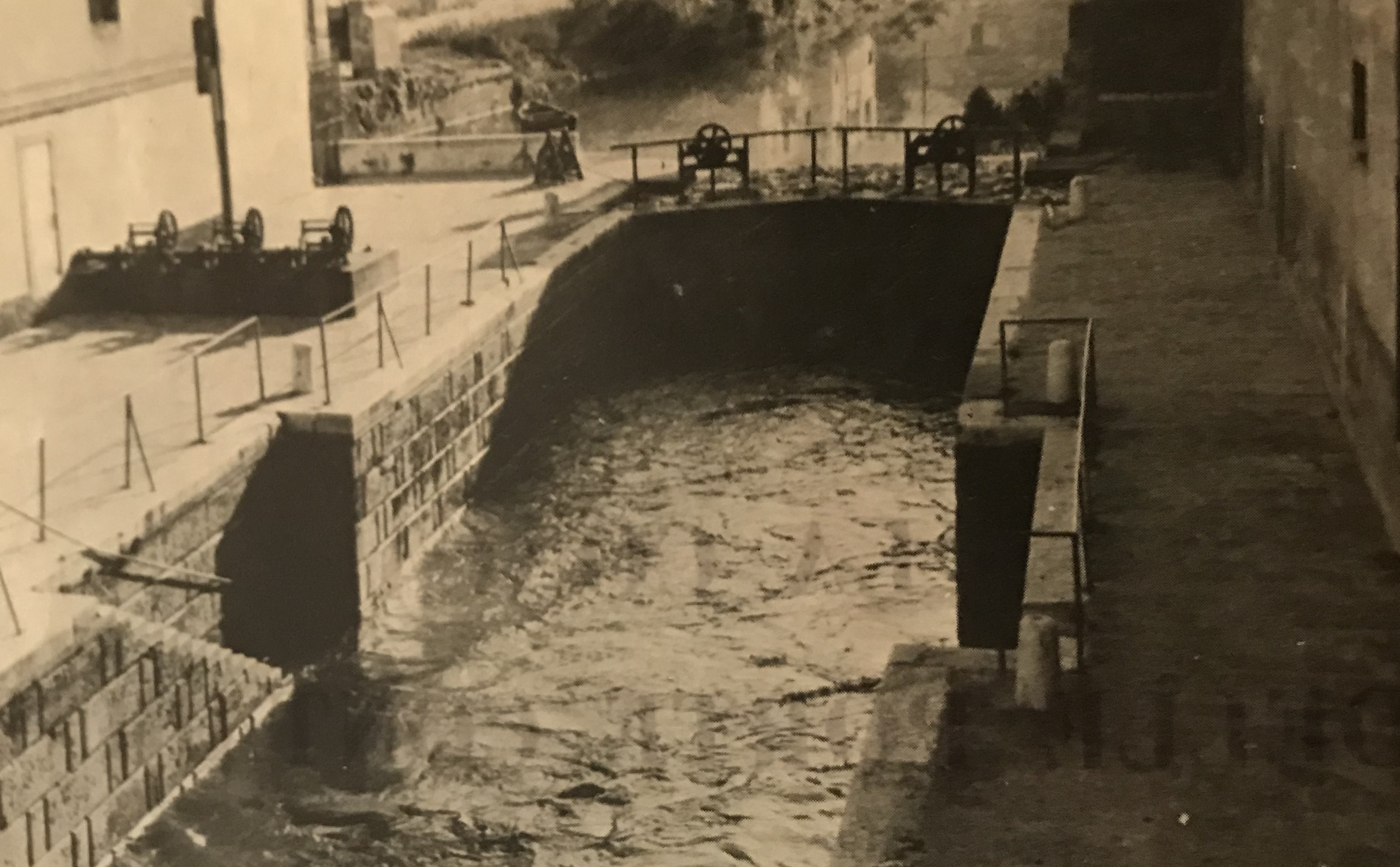
La Conca delle Porte Contarine prima del 1960

Successivamente la Conca fu restaurata più volte: negli anni 1718, 1811, 1838 e nel 1896 furono sostituite le porte in legno con porte in ferro.
La Conca è un dispositivo adottato in modo che i battelli possano salire o scendere, tra due tratti di un'idrovia aventi quote diverse. Esse sono costituite da una vasca e da due porte vinciane. Entrato il battello nella porta più prossima questa si chiude, l'imbarcazione chiusa nella vasca attende il riempimento o svuotamento della vasca fino a quando il livello dell'acqua in essa contenuta non raggiunge quello al di là della porta successiva. A questo punto la seconda porta si apre e l'imbarcazione può proseguire la sua navigazione. Bernardino Zendrini le definisce come: " uno dei mezzi più efficaci per obbligare i fiumi a soffrir la navigazione, quando tali di sua natura non siano a motivo della loro grande pendenza, sono i sostegni e con questo anche i piccoli per cos' dire rigagnoli si possono ridurre al barcheggio, e non solo nelle pianure, ma ancora nelli stessi monti, onde chi ne fu l'inventore ha certo un gran merito con l'umana società".
È noto che l'invenzione della Conca per navigazione è merito degli italiani, il che rese possibile il vasto sviluppo in tutto il mondo della navigazione interna. Nel Veneto le prime conche per navigazione furono quelle di Stra, costruita nel 1481 da F.lli Dionisio e Pietro da Viterbo, e Porte Contarine a Padova.. Il principio che sta alla base del funzionamento della conca è quello dei "vasi comunicanti".
La Conca di Porte Contarine ha una lunghezza di 46 metri e una larghezza di 6,20 metri in modo da far superare alle barche un dislivello di 2,7-3 metri.
La testata a valle si trova al di sotto della volta del Ponte di Via Giotto, e il complesso nei pressi dell'oratorio di S.ta Maria (costruito nel 1723) e il campanile, donano un notevole pregio anche dal punto di vista pittorico.
Verso il 1950 fu necessario, a causa del traffico stradale, coprire un tratto del Naviglio Interno. Questa necessità era stata preveduta già nel 1920 all'interno del progetto dell'Ing. L. Gasparini per la sistemazione delle vie d'acqua della città, secondo il quale infatti la navigazione doveva essere estromessa seguendo invece il nuovo Bacchiglione e il nuovo canale navigabile Volta Barozzo - S. Gregorio.
In questo modo il tratto del Naviglio Interno (dal Ponte delle Torricelle fino alla Conca di Porte Contarine, 1178 metri) venne coperto.
Successivamente le adiacenze della Conca furono sistemate in modo da poter soddisfare il transito stradale diretto verso Largo Europa.
In questo modo si può osservare meglio questo importante manufatto idraulico che costituisce una notevole curiosità di Padova: fu infatti demolito un fabbricato che si trovava presso la fiancata destra della Conca. Sul muro del fabbricato erano presenti due lapidi in marmo con iscrizioni attinenti alla Conca: una riguardo alle origini e l'altra indicava la tariffa ordinata del Magistrato della Repubblica di Venezia per il passaggio dei vari battelli attraverso la Conca.
Queste lapidi furono salvate dalla distruzione e potrebbero essere ricollocate nel sito visibile e più adatto. Anche altre iscrizioni riguardanti la Conca, sulle spalle del Ponte di Via Giotto, sono state salvate grazie all'Amministrazione Comunale di Padova.
La Conca di Porte Contarine è apprezzata anche dalla soprintendenza ai Monumenti e dal Ministero della Pubblica Istruzione e dagli innumerevoli turisti che visitano questa splendida città storica.
L'Amministrazione Comunale ha inoltre provveduto a risolvere alcuni problemi collaterali come quello di un impianto di un'apposita elettropompa in modo da assicurare il funzionamento di un condotto che scorre sotto alla nuova strada e di fianco alla Conca per confluire nel Piovego.

## Altri manufatti del complesso idraulico

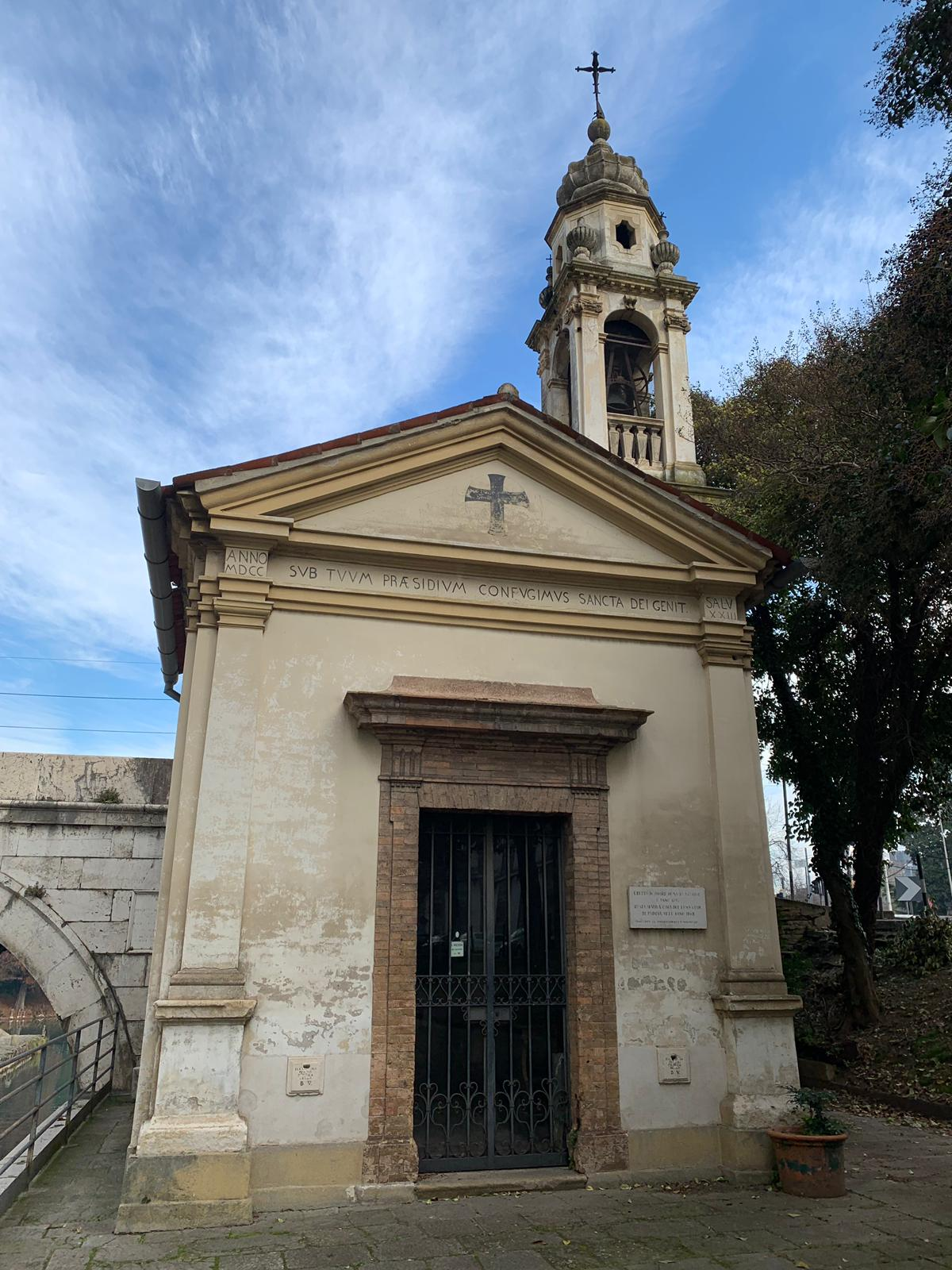
Chiesetta di Santa Maria "Ad Portas Contarenas"

### Chiesetta di Santa Maria "ad Portas Contarenas"
Come attesta l'iscrizione sulla facciata, la Chiesetta venne costruita nel 1723, ad opera della famiglia Comini la quale fece costruire la chiesa per uso pubblico. A seguito, nel 1839, assieme a Palazzo Cavalli, la Chiesetta divenne sede della Dogana austriaca, e successivamente all'Unità d'Italia fu utilizzata come magazzino idraulico.
Nel 1893 quando fu acquistato e rimodernato il Mulino, ad opera di Ilario Ercego, la Chiesetta rischiò di venire demolita, venendo infine restaurata nel 1968, come ricorda la lapide affissa sulla facciata:
" ERETTO IN ONORE DI MARIA VERGINE L'ANNO 1723
RESTAURATO A CURA DEL LIONS CLUB DI PADOVA NELL'ANNO 1968
CONSULENTE LA SOPRINTENDENZA AI MONUMENTI "

### Ponte di Via Giotto o dei Contarini
Fonti non contemporanee dichiarano che il "pons contarinorum" era menzionato già nel 1256. Venne certamente ricostruito dopo il 1509, con la costruzione delle mura padovane di cui è parte integrante.
Un concio parallelepipedo posato sul piano di calpestìo, al centro dell'arco della Conca, addossato alla spalletta di monte, riporta la data "1839", da cui si desume che il Ponte venne restaurato contemporaneamente alla Conca.

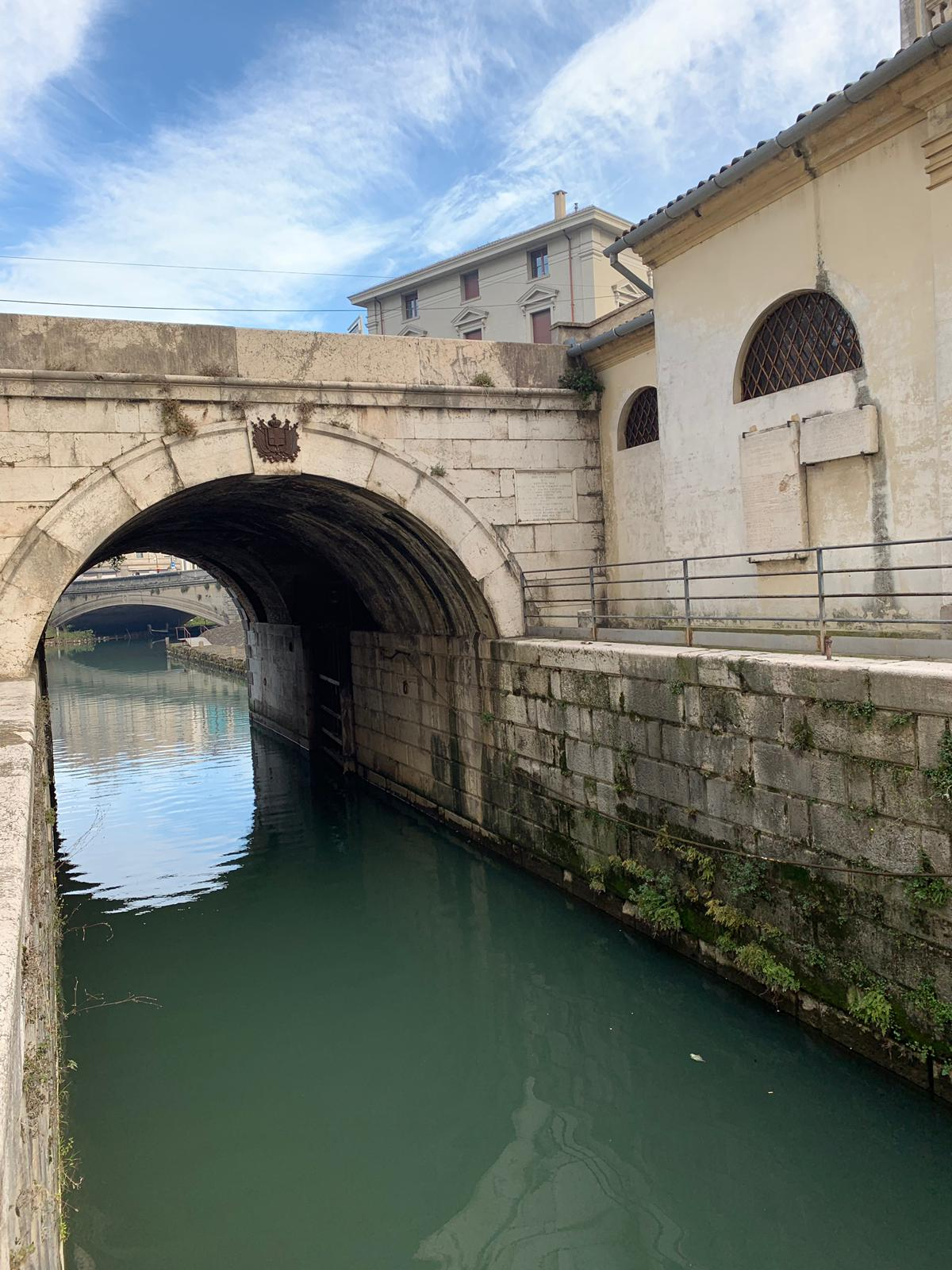
Ponte di via Giotto o dei Contarini

Sull'altro lato della stessa spalletta di monte, al centro, visibile per chi entrava nella Conca, si nota l'elegante stemma patavino in ferro di stile austriaco.

### Mandracchio
Il Mandracchio è uno specchio d'acqua ben riparato, usato nei porti quale attracco per piccoli scafi. Lo si può quindi considerare un bacino di sosta.
Nel caso delle Porte Contarine, il Mandracchio di valle è formato da rivestimenti di sponda in trachite alla base dei quali vi sono dei camminamenti sorretti da palificazioni in legno.
A denotare la caratteristica di luogo di sosta vi è la scaletta ricavata sulla sponda sinistra.
Il Mandracchio compare in un disegno del 1903, rinvenuto presso l'Archivio del Genio Civile di Padova.